# 乔纳斯·索尔克
乔纳斯·爱德华·索尔克（英語：Jonas Edward Salk，1914年10月28日—1995年6月23日），美国犹太裔实验医学家、病毒学家，主要以研发出世界上首例安全有效的「脊髓灰质炎疫苗」而知名，并于1963年在美国加利福尼亚州创建了专注生命科学研究的索尔克研究所。
索尔克毕业于美国纽约市立学院、纽约大学，此后曾在密歇根大学从事博士后研究。1947年，索尔克成为美国匹兹堡大学医学院的教授，对脊髓灰质炎病毒进行研究，并于数年后成功开发出首剂脊髓灰质炎疫苗。 研发过程中，索尔克在自己、家人以及其他志愿者身上，成功进行了初步人体试验。 1954年，全美开展百万儿童（6-9岁）的大规模疫苗接种试验，1955年4月，试验证明疫苗安全有效。
为了让疫苗能更广泛地用于接种，索尔克从未对疫苗申请专利，也未从中获利。1959年，世界上有约90个国家采用了索尔克的脊髓灰质炎疫苗。在此疫苗发明前，脊髓灰质炎（即小儿麻痹症）是二战后对美国公共健康威胁最大的疾病之一，美国平均每年有超过4万5千人感染，而到了1962年感染人数下降到910人，并于1979年彻底消灭了该疾病。

## 早年生活
索尔克于1914年10月28日生于美国纽约市。他的父母丹尼尔·索尔克和多拉·索尔克来自俄裔犹太人移民家庭，没有接受过多少正式教育。根据美国历史学家戴维·奥辛斯基（David Oshinsky），索尔克在纽约的犹太移民文化中长大。他有两个弟弟，赫尔曼和李，后者是一名儿童心理学家。他们家从东哈莱姆搬到布朗克斯，并在皇后区待了一些时间。

### 中学
13岁时，索尔克进入了汤森德·哈里斯中学，这所公共中学是为智力上有天分的学生开办的。这所学校以纽约市立学院的创办者命名，据历史学家戴维·奥辛斯基所说，是“缺钱、地位不高的移民家庭的聪明孩子的起跑线，让他们能够上一流的私立中学”。据一位同学说，在中学里索尔克被视作完美主义者，他阅读任何能够拿到的书籍。学生们要用三年完成四年的课程量。结果很多人退学或被开除，尽管学校的校训是“学习、学习、再学习”。而得以毕业的学生多能以高分进入市立学院，那所大学以高度的竞争性而知名。:96

### 大学
索尔克考入纽约市立学院，在那儿他于1934年获得理学士学位。奥辛斯基写道“对于工人阶级移民家庭来说，市立学院代表着公共高等教育的顶点。入学是困难的，但课程是免费的。竞争是激烈的，但规则是公平的。没有人因生得好而出色。”
由于母亲的愿望，他放弃了成为律师的志向，转而把精力集中在那些进入医学院必须的课程上。图书馆的藏书不多。教师中没有几个著名学者。“让这个地方特别的”，他写道，“是努力奋斗才进来的学生们……被他们的父母所鞭策……这些人显示出智力上的天分，囊括了8位诺贝尔奖获得者——以及比其他任何公立学院都多的博士学位获得者（除了加州大学伯克利分校）”。索尔克15岁进入学院，跳了好几级。:98
索尔克小时候对医学和其他的自然科学并没有兴趣。在成就学院的采访时他说，“孩提时我对科学没兴趣，我只对有人性的东西、大自然人性化的一面感兴趣，如果你愿意，而且我仍然对那感兴趣。”

### 医学院
根据奥辛斯基，纽约大学的名声当时主要来自杰出校友沃尔特·里德，他帮助征服了黄热病。这儿学费较低，不歧视犹太人，而周围的医学院如康奈尔大学、哥伦比亚大学、宾夕法尼亚大学和耶鲁大学，对犹太人的名额有限制。:98
在纽约大学医学院的日子里，索尔克在同学中显得很突出，据美国记者、作家D. Bookchin说，不仅因为他在学术上表现的很勇敢，还因为他不想实习医术。他专心于研究，甚至花了一年学习生物化学。之后他把更多的精力放在细菌学的研究上。他说他的愿望是帮助整个人类，而不是单个的病人。奥辛斯基认为，是实验室的工作给了他人生新的方向。
索尔克说：“我的志向是进入医学院，然后成为医学家。我没打算临床实践，虽然在医学院，以及在我的医学实习期间，我做了所有让我在这方面合格的事情。我曾经有机会用这种方法放弃学习而投身科学。在我进医学院头一年的某个时刻，我得到了一个花一年研究及教授生物化学的机会，我抓住了那个机会。那年末尾，我被告知我可以——如果我愿意的话——转而获取生物化学的博士学位，但我更喜欢医学专业。而且，我相信这全部与我最初的梦想相关，我想为全人类做一点儿事情，而不仅仅是一对一的模式。”

## 学术生涯

### 早年研究

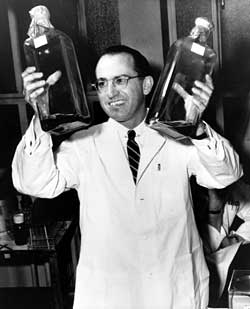
索爾克正在研究中

在纽约大学学习的最后一年，索尔克开始寻求谋得一个永久的研究职位。但他发现许多他想要的职位都由于犹太人配额限制而得不到。他也不能申请西奈山（Mount Sinai Hospital）的职位，因为他们的政策不允许雇佣自己的住院实习医生。最后他不得不向小托马斯·弗朗西斯教授求助，但弗朗西斯一年前已离开纽大赴密歇根大学公共卫生学院任教。
不过，弗朗西斯没有失信于它，提前为索尔克落实了额外的津贴，给了他一份工作——让他为密歇根的一份军队委托的项目设计流感疫苗。他和弗朗西斯改进了一种疫苗，它很快就被陆军基地广泛运用。在那儿，索尔克发现和分离了一种流感病毒毒株，该毒株被用于最终的疫苗成品中。:26
索尔克在流感病毒方面的工作惹上了道德争议。美联社曾报道索尔克署名了一片论文，描述了1942年一项联邦政府支持的研究。索尔克用为伊普西蘭蒂的州立精神病院的病人注射了实验性的流感疫苗，然后将他们暴露在流感病毒中以检查疫苗的效果。这些病人是否理解他们身上发生了什么、为什么发生都是个疑问。

### 脊髓灰质炎疫苗
1947年，索尔克决定找一家研究所，在那儿它可以指导自己的实验室。三家研究所拒绝了他，直到匹兹堡大学医学院院长威廉·S·麥克爾羅伊接纳了他，许诺给他一个自己的实验室。于是那年秋天他离开了密歇根州，前往宾州。但这个承诺与他期望的有一定差距。索尔克到达匹兹堡后，发现得到的只是个拥挤、什么都没有的地方，在老市医院的地下室。随着时间的推移，他开始从梅隆家族得到津贴，并能够建立一个正常的病毒学实验室，在那儿他继续研制流感疫苗。
国家小儿麻痹基金会（the National Foundation for Infantile Paralysis，今日March of Dimes）的研究主任巴索·歐康納之后找到了他，问他是否愿意参与小儿麻痹研究计划，该基金会早先由富兰克林·罗斯福总统创立。索尔克很快答应了，并表示乐意为如此重要的项目效劳。脊髓灰质炎每年流行的情况都越来越严重。1952年的大流行是美国历史上最严重的爆发，那年报道的病例有58000人，3145人死亡， 21269人残疾，多数牺牲者是小孩。
在疫苗研发的过程中，索尔克决定采用灭活疫苗。1952年7月，疫苗的动物试验成功。此后，索尔克又在自己、家人以及其他志愿者身上，成功进行了初步人体试验。 1954年，索尔克招募了100万儿童（6-9岁）进行大规模疫苗接种试验，1955年4月，试验证明疫苗安全有效。
发明疫苗后，索尔克被誉为“奇迹工人（miracle worker）”。1956年，乔纳斯·索尔克获得医学界著名的拉斯克奖。为了让疫苗能更广泛地用于接种，索尔克从未对疫苗申请专利，也未从中获利。據《富比士》雜誌估計，沙克放棄專利，相當於放棄了 70 億美元。有人曾问他有关疫苗的所有权问题，索尔克回答道：“没有专利。你能对太阳申请专利吗？”此后，美国犹太裔科学家阿尔伯特·沙宾进一步研发出口服的脊髓灰质炎疫苗（“沙宾疫苗”，1961年），在两种疫苗的作用下，美国于1979年彻底消灭了脊髓灰质炎。

### 索尔克研究所
1963年，索尔克在美国加利福尼亚州的拉霍亚创建了专注生命科学研究的索尔克研究所。他获得了美国国家科学基金会2000万美金的援助，以及March of Dimes的支持。诺贝尔奖得主弗朗西斯·克里克等人成为了研究所最早的一批研究人员。
索尔克晚年从事艾滋病疫苗的研究。1995年6月23日，索尔克在加州拉霍亚去世，享年80岁。

## 后世纪念

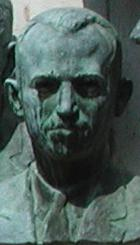
索爾克的銅像

2014年10月28日，谷歌的Google Doodle紀念乔纳斯·索尔克100歲冥誕。

## 外部連結
- The Time 100 The Most Important People of the Century（页面存档备份，存于）
- Jonas Salk Trust（页面存档备份，存于）
- Salk Institute for Biological Studies
- 1985 Open Mind interview with Richard D. Heffer: Man Evolving...
- University of Pittsburgh Jonas Salk site
- Pittsburgh Post-Gazette feature on Jonas Salk and the Polio cure 50 years later（页面存档备份，存于）
- The Salk School of Science (New York, NY)（页面存档备份，存于）
- Patent（页面存档备份，存于） US Patent 5,256,767 : Vaccine against HIV